# Hipódromo Champ de Mars
El Hipódromo de Champ de Mars o bien Hipódromo Campo de Marte (en inglés: Champ de Mars Racecourse) es una pista de carreras de caballos pura sangre en Port Louis, la capital de la isla y nación africana de Mauricio. El hipódromo se inauguró el 25 de junio de 1812, por el Club Hípico de Mauricio (MTC), que fue fundado a principios de ese mismo año por Sir Robert Townsend Farquhar, quien fue el primer gobernador británico de Mauricio. Ese centro hípico es el club de carreras de caballos más antiguo en el hemisferio sur y el segundo más antiguo del mundo. La pista sigue una trayectoria ovalada muy selectiva a mano derecha y es relativamente pequeña en tamaño, con una circunferencia de 1298 metros (4258.5 pies) y una anchura de entre 12 y 14 metros (39 y 46 pies).